# Changcheng, Hunan
Changcheng (kinesiska: 长城, 长城乡) är en socken i Kina. Den ligger i provinsen Hunan, i den södra delen av landet, omkring 38 kilometer söder om provinshuvudstaden Changsha. Antalet invånare är 26878. Befolkningen består av 13 106 kvinnor och 13 772 män. Barn under 15 år utgör 15,0 %, vuxna 15-64 år 76 %, och äldre över 65 år 7,0 %.
Genomsnittlig årsnederbörd är 1 784 millimeter. Den regnigaste månaden är maj, med i genomsnitt 354 mm nederbörd, och den torraste är oktober, med 38 mm nederbörd.